# Unprocessed
Unprocessed ist eine im Jahr 2013 gegründete deutsche Metal-Band aus Wiesbaden.

## Geschichte
Die Band formte sich Ende 2012 aus dem damaligen Schlagzeuger Jan Aimène und Gitarrist Manuel Gardner Fernandes. Im selben Jahr schlossen sich Simon Lorenz am Bass, Christoph Schultz an der Gitarre sowie Marvin Jüchtern am Keyboard dem Duo an. Letzterer hatte mit Fernandes zuvor in lokalen Bands als Schlagzeuger gespielt. Die Band veröffentlichte 2014 ihr erstes Album In Concretion in Eigenproduktion und ging 2015 auf eine erste kleinere Tour durch Deutschland und die Niederlande. Im Sommer desselben Jahres verließ Jüchtern die Band. Zwei Jahre darauf folgte die EP Perception unter Dreamcircle Records. Es ist das letzte Album mit den Bandmitgliedern Simon Lorenz und Jan Aimène. Das zweite Studioalbum Covenant brachte die Gruppe 2018 zusammen mit dem neuen Bassisten David John Levy und Schlagzeuger Leon Pfeifer heraus. Beide hatten zuvor in der Band "These Days Remain"  gespielt, welche in den Jahren zuvor schon wiederholt mit Unprocessed aufgetreten war. Mit dem Album begann die Band ihre Zusammenarbeit mit Long Branch Records. Auf Long Branch Records veröffentlichte Unprocessed 2019 ihr drittes Album Artifical Void, nach dem Erscheinen der Promotion-Single Abandoned. Es war das letzte Album mit Gitarrist Christopher Talosi, Fernandes verblieb als einziges Gründungsmitglied der Band.
Anfang 2020 begleiteten Unprocessed die US-amerikanische Band Polyphia bei ihrer Europa-Tournee. Daraus entstand schnell eine Kollaboration, die Single Real die im Juli selbigen Jahres erschien und von Tim Henson, einen von Polyphias Gitarristen, und ihrem Bassisten, Clay Gober unterstützt wurde. Real kündigte den kommenden Stilwechsel der Band an. Währenddessen arbeiteten die Mitglieder von Unprocessed weiter daran ihre Präsenz in den Sozialen Medien auszuweiten. Manuel Gardner Fernandes lud vor allem auf Instagram Kurzvideos von seinem Gitarrenspiel hoch. Während der COVID-19-Pandemie stellte die Band auf ihrem YouTube-Kanal auch mehrere Riffs als Quarantine Riffs, die Fans nachspielen konnten. Als erstes der Motive wurde im November das vollständige Lied zu Deadrose veröffentlicht, die Single blieb ohne Albumeinkopplung. Im Dezember 2020 führten mehrere YouTuber Vorwürfe an, Fernandes hätte seine Videos modifiziert, dies verschaffte der Band weitere Reichweite, später wurde die Situation auch zu Fanartikeln verarbeitet.
Im Juli 2021 erschien die Single Candyland, die den Stilwechsel der letzten beiden Singles fortsetzte. Wie Real und Deadrose blieb auch Candyland eine alleinstehende Single. Im September selben Jahres veröffentlichten Unprocessed mit Rain die erste Promotion-Single für ihr viertes Studioalbum Gold und verarbeiteten zugleich eines seiner beliebtesten Riffs, welches seit 2019 auf Instagram und YouTube zu hören war, zu einem vollständigen Lied. Im Dezember 2021 erscheint die zweite Promotion-Single Portrait. Dinner, dessen Motiv schon während der Quarantine Riffs gezeigt wurde, wurde als dritte Promotion-Single im Mai 2022 veröffentlicht. Zusammen mit der vierten Single Closer erschien im Juni schließlich Boy Without a Gun, eine EP mit allen bisherigen Promotion-Singles sowie zwei weiteren Liedern. Während der Veröffentlichung spielten Unprocessed auf Rock im Park und auf Rock am Ring 2022. Im Sommer unterstützte Unprocessed Polyphia auf ihrer Nordamerika-Tournee zusammen mit Death Tour. Mit Fabulist und Berlin folgen im Juni und am Erscheinungstag des Albums noch die fünfte und sechste Promotional-Single für Gold, welches im August zusammen mit AirForce1 Records veröffentlicht wurde.
Am 12. September 2023 veröffentlichte die Band mit Thrash die erste Single von ihrem kommenden Album ...And Everything in Between, welches sie für den 1. Dezember 2023 ankündigten. Die zweite Single Blackbone folgt wenige Wochen später am 3. Oktober 2023.
Im August 2024 erschien die Single Sacrifice Me.

## Musikstil
Unprocessed begannen zunächst im Progressive Metal und Djent. Seit einer Zusammenarbeit mit Polyphia und der Veröffentlichung ihrer albenlosen Singles, bewegte sich die Band allerdings immer weiter von ihren Wurzeln weg. Das Ox-Fanzine schreibt, man könne den Sound von Unprocessed kaum mit einem einzigen Begriff umschreiben, die Band „liefere eine Mixtur aus Pop, HipHop, R&B und elektronischer Musik“. Unprocesseds Klang wird im Gegensatz zu Polyphias Stilwandel noch immer als Metal wahrgenommen, wenn auch als „Pop-Metal“.

## Kontroverse
Im Dezember 2020 begannen eine Reihe an YouTubern, darunter der bekannte Gitarren- und Metal-Webvideoproduzent Jared Dines, Vorwürfe des Fälschens und Modifizierens gegenüber mehreren Gitarristen auf Instagram publik zu machen. Unter den Instrumentalisten befand sich auch Sänger und Gitarrist von Unprocessed, Manuel Gardner Fernandes. Dines warf Fernandes das digitale Beschleunigen seiner Videos vor. Fernandes bestritt von Beginn an vehement jegliche Vorwürfe und sagte in einer Aussage, er habe nie ein Video beschleunigt, der Eindruck sei lediglich auf die Handykamera, welche er für die Aufnahmen verwendete, zurückzuführen gewesen. Fans verwiesen zudem auf mehrere Videos, die bei Instagram-Livestreams entstanden sind und beweisen würden, dass Fernandes die betroffene Stücke spielen konnte. Mit zunehmenden Live-Auftritten von Unprocessed und einer Versöhnung zwischen Fernandes und Dines, verlor das Thema zunehmend an Bedeutung. Das Jared Dines Video mit seinen Vorwürfen ist mittlerweile nicht mehr auf YouTube verfügbar, Dines hat auch öffentlich seine Unterstützung für Unprocessed Fanartikel, welche die vergangene Situation humorvoll verarbeiten, ausgedrückt.

## Diskografie
Studioalben

| Jahr | Titel Musiklabel                                | Anmerkungen                            |
| ---- | ----------------------------------------------- | -------------------------------------- |
| 2014 | In Concretion Eigenproduktion                   | Erstveröffentlichung: 14. April 2014   |
| 2018 | Covenant SPV, Long Branch Records               | Erstveröffentlichung: 13. April 2018   |
| 2019 | Artificial Void Long Branch Records             | Erstveröffentlichung: 9. August 2019   |
| 2022 | Gold Airforce1 Records, Spinefarm Records (UMG) | Erstveröffentlichung: 12. August 2022  |
| 2023 | ...And Everything in Between Selbstverlag       | Erstveröffentlichung: 1. Dezember 2023 |

Extended Plays
| Jahr | Titel Musiklabel                    | Anmerkungen                            |
| ---- | ----------------------------------- | -------------------------------------- |
| 2016 | Perception Selbstverlag             | Erstveröffentlichung: 30. Oktober 2016 |
| 2022 | Boy Without a Gun AirForce1 Records | Erstveröffentlichung: 3. Juni 2022     |

Singles
| Jahr | Titel Album                            | Anmerkungen                                                                  |
| ---- | -------------------------------------- | ---------------------------------------------------------------------------- |
| 2019 | Abandoned Artificial Void              | Erstveröffentlichung: 13. Juni 2019                                          |
| 2020 | Real –                                 | Erstveröffentlichung: 17. Juli 2020 mit Tim Henson & Clay Gober von Polyphia |
| 2020 | Deadrose –                             | Erstveröffentlichung: 13. November 2020                                      |
| 2021 | Candyland –                            | Erstveröffentlichung: 23. Juli 2021                                          |
| 2021 | Rain Gold                              | Erstveröffentlichung: 17. September 2021                                     |
| 2021 | Portrait Gold                          | Erstveröffentlichung: 2. Dezember 2012                                       |
| 2022 | Dinner Gold                            | Erstveröffentlichung: 26. Mai 2022                                           |
| 2022 | Closer Gold                            | Erstveröffentlichung: 3. Juni 2022                                           |
| 2022 | Fabulist Gold                          | Erstveröffentlichung: 1. Juli 2022                                           |
| 2022 | Berlin Gold                            | Erstveröffentlichung: 12. August 2022                                        |
| 2023 | Thrash ...And Everything in Between    | Erstveröffentlichung: 12. September 2023                                     |
| 2023 | Blackbone ...And Everything in Between | Erstveröffentlichung: 3. Oktober 2023                                        |
| 2024 | Sacrifice Me –                         | Erstveröffentlichung: 9. August 2024                                         |
| 2024 | Dark, Silent and Complete –            | Erstveröffentlichung: 1. Oktober 2024                                        |
| 2025 | Snowlover –                            | Erstveröffentlichung: 9. Januar 2025                                         |